# Shige Kasai
Shige Kasai (笠井 薫明 Kasai Shige?,  Prefectura de Saitama, Japón, 11 de mayo de 1991) es un idol, cantante y actor japonés, afiliado a Sedona Enterprise. Es principalmente conocido por haber sido miembro y líder del grupo Zen the Hollywood, donde su color distintivo era el verde.

## Biografía
Kasai nació el 11 de mayo de 1991 en la prefectura de Saitama, Japón. Asistió y se graduó de la Hinode Junior and Senior High School. Debutó como actor a la edad de dieciséis años en la película 14-Sai, donde interpretó a Daiki Amamiya. Poco después, Kasai se unió a la agencia Ebisu Daikokuchi y comenzó a apareció en películas y series de televisión. En febrero de 2009, cambió su nombre de Kaoru Kasai a Shige Kasai. En marzo de 2011, se transfirió a su oficina actual. En ese mismo año apareció en la película Asia no Junshin, la cual fue protagonizada por Hanae Kan.
A comienzos de 2013, Kasai formó junto a Ryō Yamada la unidad vocal Sherry Feit. En abril del mismo año, fue candidato para el proyecto de Shōnen Hollywood y se convirtió en miembro de la unidad Zen the Hollywood. En abril de 2014, se convirtió en el líder del grupo.

## Filmografía

### Televisión
- Sexy Voice and Robo (2007, Nippon TV) como Compañero de clase de Nico
- Ai no Uta! (2007, TBS)
- Koishite Akuma: Vampire Boy (2009, Fuji TV) como Genki Mōri
- Watashi ga hajimete tsukutta dorama (2009, NHK-BShi) como Yoshida
- Q10 (2010, Nippon TV) como Ichi Washida
- Drama W (2011, WOWOW)
- Hanazakari no Kimitachi e (2011, Fuji TV) como Yasushi Mozu
- Majutsu Hasasayaku (2011, Fuji TV)
- Yokai Ningen Bem  (2011, Nippon TV) como Tetsu Matsushita
- Teen Court: 10-dai Saiban (2012, Nippon TV) como Takashi Oshiage
- Kinyō Road Show (2012, Nippon TV)
- Kagi no Kakatta Heya (2012, Fuji TV) como Hirota Morioka
- Boku no Natsu Yasumi (2012, Tokai TV) como Shinsuke Nonomura
- Otōsan wa Kōkōsei (2014, NHK BS) como Sugawara
- Mirai Stoke (2014, Fuji TV) como Kuramochi

### Películas
- Inugoe (2006) como Yankee
- 14-Sai (2007) como Daiki Amamiya
- Kizumomo. (2008)
- Passion (2008) como Kasai
- Ōsaka hamuretto (2009)
- Lundy's (2009) como Shigeru
- Hikō (2010) como Yūta Aida
- Takumi-kun Series 3: Bibō no Detail (2010) como Estudiante
- Yuriko no Aroma (2010)
- Usotsuki Mii-kun to Kowareta Maa-chan (2011)
- Runway Beat (2011)
- Paradise Kiss (2011)
- Asia no Junshin (2011) como Estudiante
- Moshimoshi, sagi desu kedo (2013)